# تشن لين (لاعبة كرة الريشة)
تشن لين (بالصينية: 陳林) هي لاعبة كرة الريشة صينية، ولدت في 7 مارس 1977.

## وصلات خارجية
- تشن لين على موقع BWF.tournamentsoftware.com (الإنجليزية)
- تشن لين على موقع BWFbadminton.com (الإنجليزية)
- تشن لين على موقع اللجنة الأولمبية الدولية (الإنجليزية)
- تشن لين على موقع أوليمبيديا (الإنجليزية)